# Новая Целина
Но́вая Целина́ — посёлок в Целинском районе Ростовской области.
Административный центр Новоцелинского сельского поселения.

## Население
| 2010 |
| ---- |
| 1917 |

## Улицы
| - ул. 40 лет Октября, - ул. 60 лет ВЛКСМ, - ул. Вишнёвая, - ул. Ворошилова, - ул. Гагарина, - ул. Дзержинского, - ул. Дивная, | - ул. Дружбы, - ул. Каштановая, - ул. Кленовая, - ул. Комсомольская, - ул. Ленина, - ул. Макаренко, - ул. Мира, | - ул. Нектарная, - ул. Новая, - ул. Первомайская, - ул. Прогрессивная, - ул. Пушкина, - ул. Родниковая, - ул. Садовая, | - ул. Свердлова, - ул. Северная, - ул. Сенная, - ул. Стартовая, - ул. Студенческая, - ул. Тихая, - ул. Хлеборобная, | - ул. Энергетиков, - ул. Энтузиастов, - пер. Железнодорожный, - пер. Комсомольский, - пер. Школьный. |